# Łzy

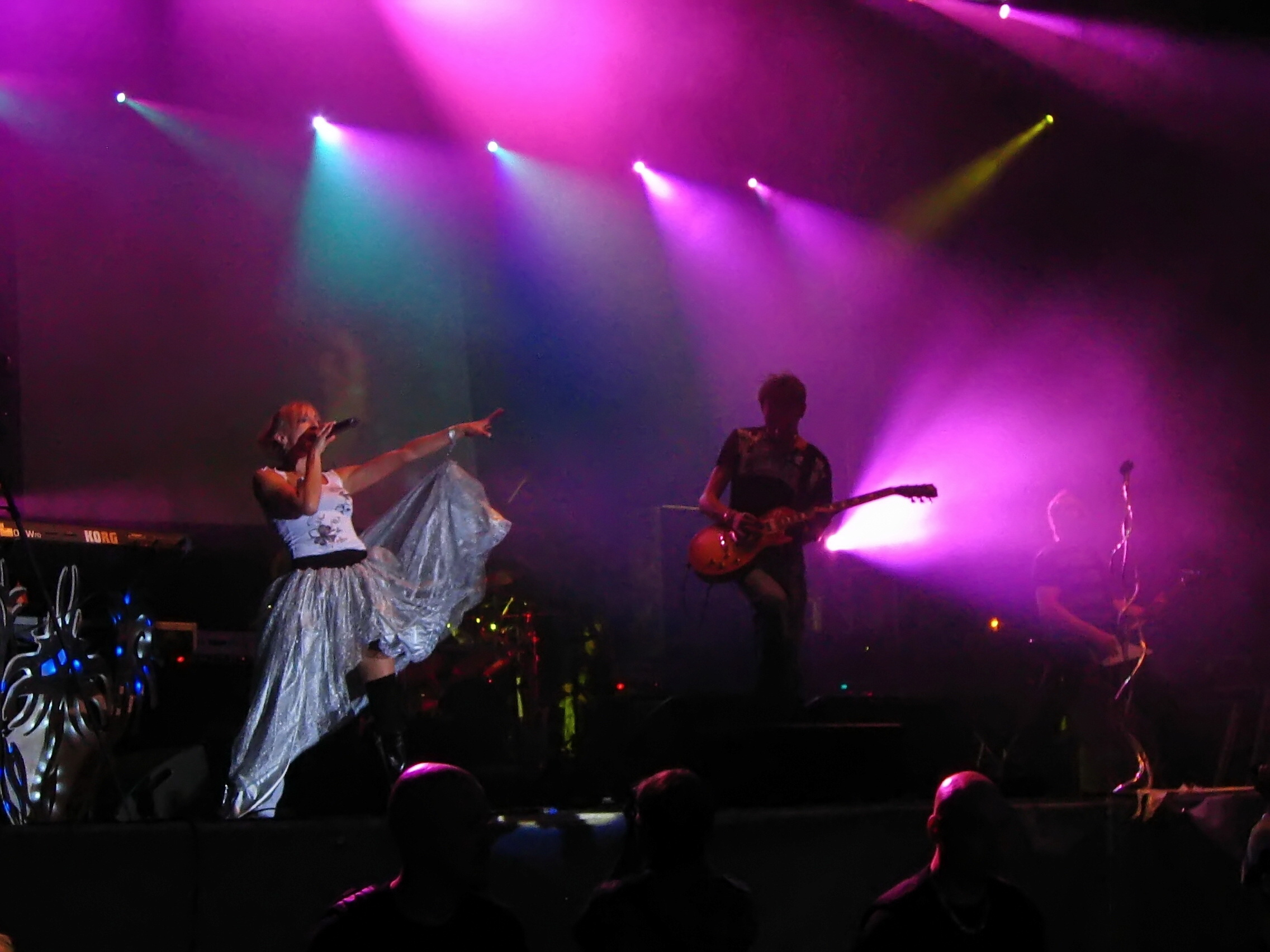

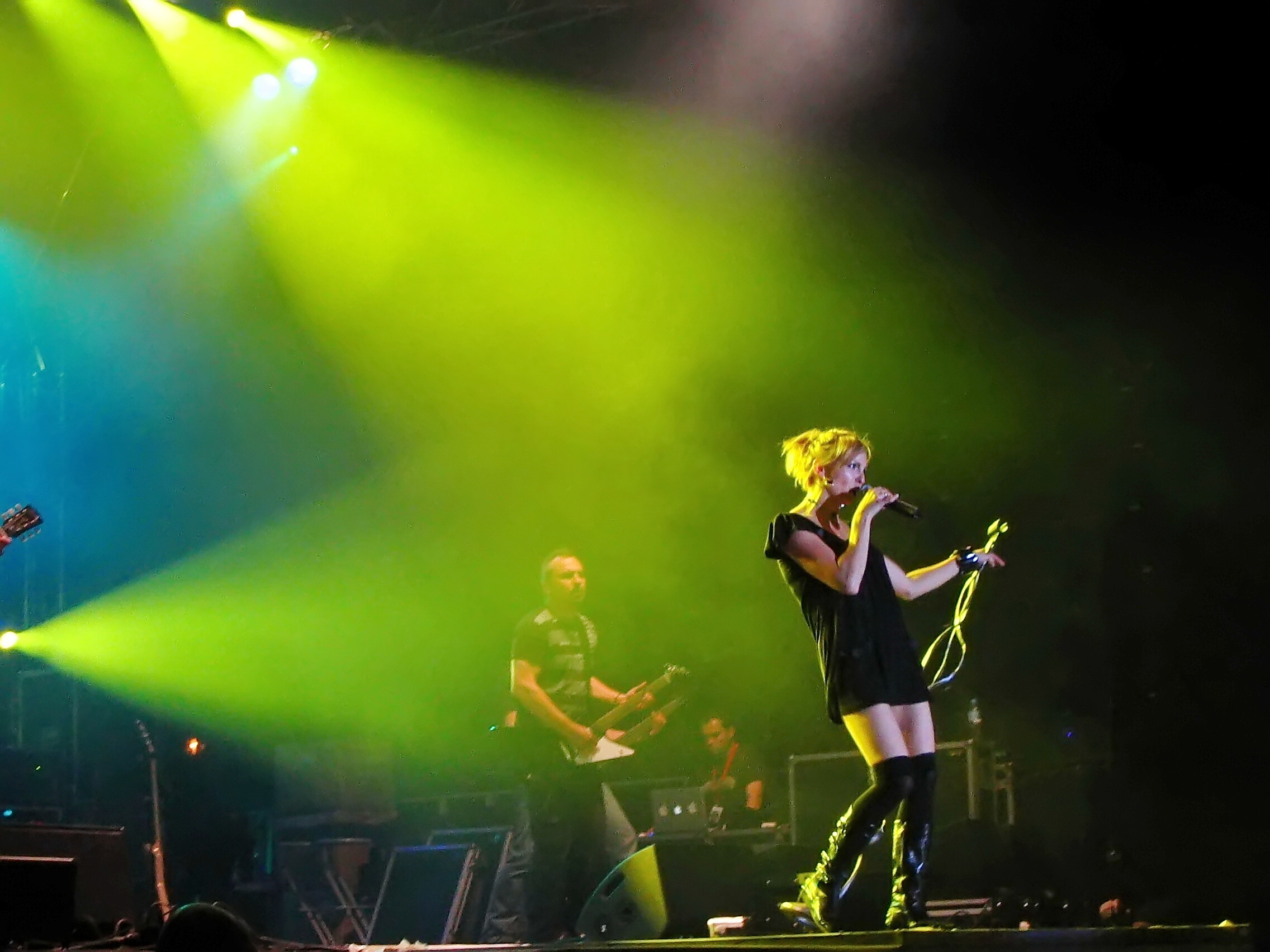
На концерте группы в Домброве-Гурничей 1 июня 2008 года

Łzy [wzɨ] (Слёзы) — польская рок-группа, основанная в 1996 году в Пшуве. Члены группы — жители Рацибужского и Водзиславского повятов.
Наиболее популярные песни группы:
- Oczy szeroko zamknięte (С широко закрытыми глазами)
- Agnieszka (Агнешка)
- Narcyz (Нарцисс)
- Gdybyś był (Когда бы ты был)
- Aniele mój (Мой ангел)

## История
Дата неофициального образования группы — 1992 год и первая кассетная запись называлась Przeciw Przemocy (Против насилия).
Первый диск группы был издан в 1998 году и назывался Słońce. Коллектив исполнил более трёх сотен концертов и был награждён множеством значимых наград за свои музыкальные достижения.

## Состав группы
- Сара Хмель (пол. Sara Chmiel) — вокал (с 2010 года)
- Адам Конколь (пол. Adam Konkol) — гитара
- Рафал Тшасклик (пол. Rafał Trzasklik) — гитара (с 1999 года)
- Аркадиуш Джьержава (пол. Arkadiusz Dzierżawa) — бас-гитара
- Давид Кшикала (пол. Dawid Krzykała) — ударные
- Адриан Вечорек (пол. Adrian Wieczorek) — клавишные

Бывшие участники
- Анна Вышкони (пол. Anna Wyszkoni) — вокал (1996—2010)
- Славомир Моцарский (пол. Sławomir Mocarski) — клавишные (1996—1998)

## Дискография

### Демозаписи
- 1. Słońce dla Ciebie — Солнце для тебя
- 2. Jesteś — Ты есть
- 3. Nienawiść — Ненависть
- 4. Czarna magia — Чёрная магия
- 5. On — Он
- 6. W czerni i bieli — В чёрном и белом
- 7. Nie mam nic — У меня ничего нет
- 8. Czy to grzech? — Грех ли это?
- 9. W kryształowym śnie — В хрустальном сне

### Альбомы
| Год  | Название                    | Русское название          | Примечания |
| ---- | --------------------------- | ------------------------- | --- |
| 1998 | Słońce                      | Солнце                    | - Первый альбом группы - Тираж: около 1000 экз. дисков - Статус: отсутствует - Переиздание: нет                              |
| 2001 | W związku z samotnością     | Совместно с одиночеством  | - Второй альбом группы - Тираж: около 300 000 экз. дисков - Статус: платиновый диск - Переиздание: нет                       |
| 2002 | Jesteś Jaki Jesteś          | Ты — такой, какой ты есть | - Третий альбом группы - Тираж: около 160 000 экз. дисков - Статус: золотой диск - Переиздание: нет                          |
| 2003 | Nie czekaj na jutro         | Не жди завтра             | - Четвертый альбом группы - Тираж: около 100 000 экз. дисков - Статус: платиновый диск - Переиздание: в 2004 году            |
| 2005 | Historie, których nie było  | Истории, которых не было  | - Пятый альбом группы - Тираж: около 40 000 экз. дисков - Статус: отсутствует - Переиздание: нет                             |
| 2006 | The Best of 1996-2006       | Лучшее 1996—2006 годов    | - Первый альбом лучших песен The Best Of - Тираж: около 35 000 экз. дисков - Статус: золотой диск - Переиздание: в 2006 году |
| 2011 | Bez słów...                 |                           | |
| 2014 | Zbieg okoliczności          |                           | |
| 2016 | Łzy 20                      |                           | |
| 2021 | Miłość w czasach samotności |                           | |
| 2023 | Ok, Ok                      |                           | |

### DVD
- ŁZY — 1996—2006 (2006)